# CZ-1
CZ-1 poznata još i kao Dugi marš 1 je kineska raketa nosač razvijena tijekom 60-ih godina 20. stoljeća. Raketa je sagrađena na osnovi vojnog projektila Donfeng-4 (Istočni vjetar 4) i imala je svega dva, ali uspješna lansiranja.
CZ-1 kasnije je unaprijeđena u CZ-1D koja je u orbitu mogla ponesti još više tereta zahvaljujući poboljšanim motorima s većim potiskom.

### Specifikacije
| parametar           | CZ-1              | CZ-1D         |
| ------------------- | ----------------- | ------------- |
| visina              | 29,86 m           | 28,22 m       |
| promjer             | 2,25 m            | 3,81          |
| masa                | 81570 kg          | 81075 kg      |
| broj stupnjeva      | 3                 |               |
| nosivost (LEO)      | 300 kg            | 930 kg        |
| nosivost (GTO)      |                   |               |
| broj lansiranja     | 2                 |               |
| uspješna lansiranja | 2                 |               |
| prvo lansiranje     | 24. travanj 1970. | studeni 1997. |